# 텔루륨

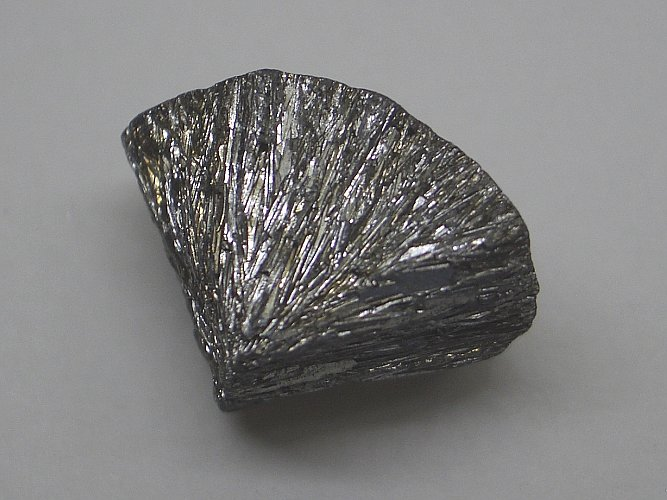

텔루륨(←영어: Tellurium 텔류어리엄[*]) 또는 텔루르(←독일어: Tellur 텔루어[*])는 화학 원소로 기호는 Te(←라틴어: Tellurium 텔루리움[*]), 원자 번호는 52이다. 깨지기 쉬운 은백색의 준금속으로 주석과 비슷한 모습이다. 화학적으로는 셀레늄이나 황과 비슷하다. 지구보다 우주에서 더 흔히 존재하며, 이는 텔루륨의 원자량이 크기 때문이기도 하지만, 텔루륨의 수화물이 휘발성이라서 지구가 생성될 때 대부분 우주 공간으로 증발했기 때문이다.
텔루륨은 1782년 오스트리아-헝가리 제국의 프란츠 요셉 뮐러(Franz-Joseph Müller von Reichenstein)이 텔루륨과 금을 포함한 광석에서 처음 발견하였다. 이후 1798년 마르틴 하인리히 클라프로트가 라틴어로 '지구'를 뜻하는 tellus에서 이름을 따 '텔루륨(tellurium)'이라는 이름을 붙였다. 리히텐슈타인이 발견한 금과 텔루륨의 화합물은 이례적인 금의 화합물로, 비교적 낮은 온도에서도 쉽게 분해되어 금을 얻을 수 있다. 현재 텔루륨은 주로 구리나 납을 제련하는 과정에서 얻는다.
텔루륨은 대부분 철이나 구리와의 합금이나 반도체, 태양 전지판, 촉매 등을 만드는데 이용되며, 식물에 생물학적 역할을 한다. 식물 수화물이 존재한다.

## 특성
순수한 결정 형태의 텔루륨은 은백색의 금속성 광택이 있는 물질로 부서지기 매우 쉽다. 원자들의 배열에 따라 전기 전도율이 변하며, 빛의 양이 증가할수록 전기 전도율 높아지는 특성이 있다. 한편, 텔루륨 원자들이 지그재그로 교차하게 배열되어 중합체 형태를 띠는 경우도 있는데 이 경우 회색이며, 공기 중에서 잘 산화되지 않고 휘발성도 없다.
산소, 황, 셀레늄, 폴로늄과 함께 16족에 속하며, 특히 셀레늄과 화학적 성질이 비슷하다. 주 산화 상태는 +4이며, 이외에 –2, +2, +6의 산화 상태도 가질 수 있다. -2의 산화 상태에서는 다른 금속 원소들과 결합을 이룰 수 있다.
한편, 텔루륨의 평균 원자량은 127.6으로, 원자 번호가 하나 큰 아이오딘의 원자량(126.9)보다도 크다.

## 동위 원소
자연에는 8가지의 텔루륨 동위 원소가 존재한다. 이들 중 122Te, 123Te, 124Te, 125Te, 126Te는 안정하며, 나머지 3가지(120Te, 128Te, 130Te)는 방사성 동위 원소이다. 자연에서 안정 동위 원소의 비율은 약 33.2%로 비교적 낮은 편인데, 이는 자연에 존재하는 방사성 동위 원소들의 반감기가 1013년에서 2.2×1024년으로 매우 길기 때문으로 추정된다. 특히 반감기가 2.2×1024년에 달하는 128Te는 모든 방사성 동위 원소들 중에서 가장 반감기가 긴 원소로, 현재 알려진 우주 나이의 약 1012배 정도 길다.
이들 외에 원자량 105에서 142 사이에 38종류의 이성질핵들이 알려져 있다.

## 존재
지각에 존재하는 텔루륨의 비율은 백금과 비슷할 정도로 작으며, 지각에 존재하는 안정한 고체 원소들 중 가장 희귀한 원소 중의 하나이기도 하다. 지각 속에 약 1ppb의 비율로 들어 있으며, 이는 가장 희귀한 란타넘족 원소보다도 적은 것이다.
그러나 지구에서 루비듐이 텔루륨에 비해 1만 배 이상 많이 존재하는데 비해 우주에서는 텔루륨이 루비듐보다 더 많이 존재한다. 이렇게 유독 지구상에서 텔루륨의 존재 비율이 낮은 이유는 지구가 생성될 당시의 조건과 관련이 있는 것으로 추정된다. 지구 생성 초기의 높은 온도에서 휘발성의 텔루륨 수화물이 생성되었고, 이들이 지구에서 다량 증발했다는 것이다.
한편, 텔루륨은 자연에서 순수한 형태로 산출되기도 하지만 금과의 화합물 형태로 존재하기도 한다.금은 반응성이 매우 낮아 다른 원소들과 거의 반응하지 않지만 자연에서 화합물 형태로 산출될 때는 대부분 텔루륨과 결합한 형태로 발견된다. 이들을 포함한 광물은 1890년대 세계 각지에서 골드러시를 일으키기도 하였다. 그러나 실제로는 텔루륨과 금의 화합물이 포함된 광석보다는 니켈 등 비교적 흔한 금속 원소들과의 화합물이 훨씬 더 많이 존재하므로 실제로 이용되는 텔루륨은 이들 광석을 제련하는 과정에서 얻는다.
같은 족 원소인 셀레늄은 황 이온을 대체할 수 있으므로 자연에서 산출되는 황 화합물에는 대부분 셀레늄이 함께 포함되어 있으나, 황 이온과 텔루륨 이온의 이온 반지름 차이로 인해 텔루륨은 황 화합물에는 거의 들어 있지 않다.
주 생산지는 미국, 페루, 일본, 캐나다 등이다.

## 역사
텔루륨은 18세기에 오늘날 루마니아 시비우 근처의 마을에서 발견되었다. 처음에는 텔루륨 광석이 안티모니를 포함한 광석인 것으로 알려졌으나, 1782년 트란실바니아 지방의 광산 감독관이던 프란츠 요셉 뮐러(Franz-Joseph Müller von Reichenstein)가 주로 금과 새로운 원소의 화합물로 이루어졌다는 것을 알아내었고, 3년간 실험을 반복하여 이 원소의 몇 가지 특징을 밝혔다. 이후 1798년 마르틴 하인리히 클라프로트는 금과 텔루륨 화합물을 포함한 광석에서 텔루륨을 분리하고 현재의 이름을 붙였다.
1960년대에는 텔루륨과 비스무트의 화합물이 열전 효과를 나타내는 점을 이용하여 관련 수요가 증가하였고, 철이나 구리의 합금 형태로 사용하면 가공하기 좋은 강철이 된다는 사실이 알려져 현재까지도 주로 이 분야에 사용되고 있다.

## 용도

### 금속 공학
텔루륨은 주로 철, 구리, 납 등과 섞어서 사용한다. 스테인리스 스틸이나 구리 등의 금속에 첨가되면 가공성이 좋아지며, 납에 섞으면 그 강도와 내구도가 증가하고 황산에 대한 부식성이 작아지는 장점이 있다.

### 전자 제품
텔루륨화 카드뮴(CdTe)을 이용한 태양 전지는 현재까지 알려진 태양 전지들 중 가장 효율이 좋은 것을 만드는데 이용된다. 또, 텔루륨화 카드뮴과 텔루륨화 아연(ZnTe)의 혼합물은 고체 상태의 X선 탐지기를 만드는데 이용되며, 텔루륨화 수은 카드뮴은 적외선 검출기를 만드는데 사용된다. 이외에 각종 반도체 분야에서도 텔루륨이 이용된다.

## 주의사항
아직까지 텔루륨이 생명체 내에서 하는 역할은 알려져 있지 않고 일부 균류만이 아미노산 내에서 황과 셀레늄을 대체하는 정도로 사용한다.
그러나 일부 텔루륨 화합물은 마늘 냄새가 나며 피부와 중추 신경계에 악영향을 미치고 내장 기관에 축적되어 문제를 일으키기도 하므로 주의해야 한다.